# 马尔科姆·萨金特
哈羅德·馬爾科姆·瓦茨·薩金特爵士（Sir Harold Malcolm Watts Sargent，1895年4月29日—1967年10月3日，英国指揮家，管風琴家和作曲家。他是倫敦愛樂樂團的創始成員，也是利物浦愛樂樂團的第一位指揮，在皇家愛樂樂團中也有很高的地位。

## 生平
他出生於肯特郡阿什福德巴斯莊園（Bath Villas）的一個勞工家庭，父親亨利是一名煤炭商，兼職為教會演奏管風琴，其母艾格尼斯是當地一所學校的舍监。他在林肯郡斯坦福德長大，在彼得伯勒大教堂參加了唱詩班、學習過管風琴，並拿獎學金就讀了斯坦福中学。18歲時，他在杜倫大學畢業，獲音樂學士學位。

### 早期職業生涯

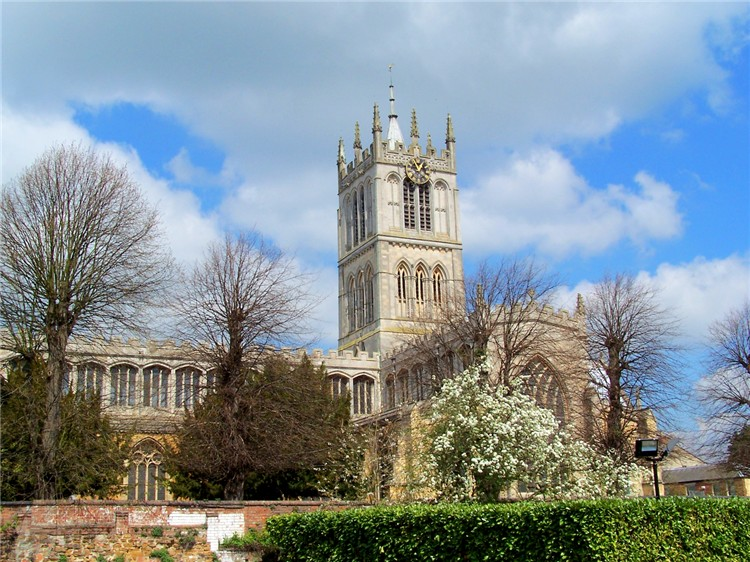
梅爾頓莫布雷的聖瑪麗教堂

1914年至1924年間，他在萊斯特郡梅爾頓莫布雷的聖瑪麗教堂（St Mary's Church）擔任管風琴師。期間，他在1918年于杜倫輕步兵團（Durham Light Infantry）服役八個月。除去教堂外，他也為吉爾伯特與薩利文等其他社會團體工作。24歲時，他又從杜倫大學獲得音樂博士學位，是當時英格蘭最年輕的音樂博士。
1921年，他結識了亨利·約瑟夫·伍德，伍德本來請薩金特為他寫了一首名為《風日印象》（Impression on a Windy Day）的曲子，但薩金特上交作品的時間太晚，導致後者沒有時間排練此曲，因此薩金特本人親自上陣。伍德十分欣賞他和他的作品，因此決定讓他在當年10月的逍遙音樂會上於女王音樂廳內指揮他的作品。
薩金特一舉成名，吸引了古斯塔夫·霍尔斯特等音樂家的注意。他雖然在1923年再次受邀指揮他的《風日印象》，但實際上他更多地是以指揮家的身份為人所知。他接受了伍德的建議，開始專心研究指揮。1922年至1939年間，他組織了萊斯特交響樂團（Leicester Symphony Orchestra），阿尔弗雷德·柯尔托、阿图尔·施纳贝尔、所羅門、古尔赫米娜·苏吉娅和班诺·莫伊赛维奇曾參與演出。莫伊赛维奇還免費教過薩金特鋼琴，說他有做職業鋼琴家的天賦。1923年，在伍德和安德里安·鲍尔特鼓勵下，他成為了皇家音樂學院的講師。

### 成名后
1920年代他已成为英格兰最著名的指挥家之一，1925年曾为英国国家歌剧公司指挥《紐倫堡的名歌手》巡演，1926年又为迪奥伊卡特尔歌剧公司（D'Oyly Carte Opera Company）指挥。
1927年，谢尔盖·狄亚基列夫请他去和伊戈尔·斯特拉文斯基、托马斯·比彻姆一起指挥俄罗斯芭蕾舞团。1928年，他成为了皇家合唱协会的指挥，在皇家阿尔伯特音乐厅指挥过塞缪尔·柯勒律治-泰勒的《海华沙之歌》。
他和比彻姆一起建立了伦敦爱乐乐团。他致力于推广英国音乐，认为古典音乐应该走到年轻人中间去，1924年至1939年间多次为罗伯特·梅耶（Robert Mayer）的儿童音乐会指挥。
1932年10月，他感染肺结核，几乎因此丧命。他花了近两年时间才康复，1930年代末才重返乐坛。1936年，他在皇家歌剧院指挥了古斯塔夫·夏庞蒂埃的《路易斯》。他是一个很严格的人，《独立报》说他致力于清除尸位素餐者、要求所有演奏者都全力发挥。音乐界对这样迅猛的改革不是很适应，认为他背叛了他们在他生病期间对他的支持，因此很多管弦乐队不怎么给他好脸色。
二战期间，他在BBC（BBC Home Service）上做广播，也举办免费的音乐会来鼓舞人民的斗志。他在1947年因音乐上的贡献获封下级勋位爵士。

### 晚年
从1948年至他去世为止，他一直是逍遥音乐会的首席指挥，1950年至1947年间也是BBC交响乐团的首席指挥。但他大部分精力并不在BBC交响乐团上，诺曼·莱布雷希特甚至说他几乎毁掉了BBC交响乐团。但一些传记作家认为这是夸大其词，因为萨金特和BBC交响乐团的每场演出都很受观众喜爱，而BBC交响乐团的国际声誉在萨金特任职期间也有所上升。
比彻姆去世后，皇家爱乐乐团面临倒闭的危险，萨金特担起重任，这也让他本人1936年丧失的声誉得到恢复。1960年代时，他到苏联、美国、加拿大、土耳其、以色列、印度、澳大利亚巡演。但他在1960年代中期出现健康问题，1967年7月6日和8日在拉维尼亚音乐节上和芝加哥交响乐团一起举办了他的最后一场音乐会。
当月，他做了胰腺癌手术，9月还出席过逍遥音乐节，把指挥棒交给了科林·戴维斯。他在10月3日去世，时年72岁，和家人一样葬在故乡斯塔福德的公墓里。